# يو إف سي في 2005
كان عام 2005 هو العام الثالث عشر في تاريخ بطولة القتال النهائي (يو إف سي)، وهي عبارة عن ترويج لفنون القتال المختلطة مقره الولايات المتحدة. في عام 2005، عقدت يو إف سي 10 أحداث بدءاً من يو إف سي 51: السبت الخارق.

## قائمة الأحداث
| #   | الحدث                                                       | التاريخ        | المكان                     | الموقع                                     | الحضور |
| --- | ----------------------------------------------------------- | -------------- | -------------------------- | ------------------------------------------ | ------ |
| 065 | يو إف سي 56: القوة الكاملة                                  | 19 نوفمبر 2005 | إم جي إم جراند جاردن أرينا | لاس فيغاس، نيفادا، الولايات المتحدة        | 12٬000 |
| 064 | المقاتل النهائي: نهائي فريق هيوز ضد فريق فرانكلين           | 5 نوفمبر 2005  | فندق وكازينو هارد روك      | لاس فيغاس، نيفادا، الولايات المتحدة        | —      |
| 063 | يو إف سي 55: غضب                                            | 7 أكتوبر 2005  | موهيغان صن أرينا           | أونكاسفيل، كونيتيكت، الولايات المتحدة      | 8٬000  |
| 062 | يو إف سي ليلة القتال النهائي 2 [الإنجليزية]                 | 3 أكتوبر 2005  | فندق وكازينو هارد روك      | لاس فيغاس، نيفادا، الولايات المتحدة        | —      |
| 061 | يو إف سي 54: نقطة الغليان                                   | 20 أغسطس 2005  | إم جي إم جراند جاردن أرينا | لاس فيغاس، نيفادا، الولايات المتحدة        | 13٬520 |
| 060 | يو إف سي ليلة القتال النهائي                                | 6 أغسطس 2005   | جناح كوكس                  | لاس فيغاس، نيفادا، الولايات المتحدة        | —      |
| 059 | يو إف سي 53: الضاربون الثقيلون                              | 4 يونيو 2005   | قاعة بوردووك               | أتلانتيك سيتي، نيو جيرسي، الولايات المتحدة | 12٬000 |
| 058 | يو إف سي 52: كوتور ضد ليدل                                  | 16 أبريل 2005  | إم جي إم جراند جاردن أرينا | لاس فيغاس، نيفادا، الولايات المتحدة        | 14٬562 |
| 057 | المقاتل النهائي: نهائي فريق كوتور ضد فريق ليدل [الإنجليزية] | 9 أبريل 2005   | جناح كوكس                  | لاس فيغاس، نيفادا، الولايات المتحدة        | —      |
| 056 | يو إف سي 51: السبت الخارق                                   | 5 فبراير 2005  | ميشيلوب ألترا أرينا        | لاس فيغاس، نيفادا، الولايات المتحدة        | 11٬072 |